# Xie Fang
Xie Fang (谢芳S, Xiè FāngP; Huangpi, 1º novembre 1935 – Pechino, 19 dicembre 2024) è stata un'attrice cinese.
In occasione del centenario della nascita dell'industria cinematografica in Cina nel 2005, la China Film Performance Art Academy la inserì nella lista dei "100 migliori attori in 100 anni di cinema cinese".